# Jagdgeschwader 50
Das Jagdgeschwader 50 war ein Verband der Luftwaffe der Wehrmacht im Zweiten Weltkrieg.

## Geschichte
Der Geschwaderstab und die 1. bis 3. Staffel des Jagdgeschwaders 50 bildete sich am 21. Juli 1943 in Wiesbaden-Erbenheim. (Lage) Ein Gruppenstab oder weitere Gruppen existierten nicht. Das Geschwader war mit der Messerschmitt Bf 109G-5 und der Messerschmitt Bf 109G-6 ausgestattet.
Das Geschwader verdankte seine Existenz den bei Tage in großen Höhen in den Luftraum Deutschlands einfliegenden britischen Mosquito-Flugzeugen, die im Rahmen der alliierten Combined Bomber Offensive auftraten. Die Bekämpfung in Höhen über 10.000 Meter erwies sich als extrem schwierig und war nur mit speziell ausgerüsteten Flugzeugen möglich. Bei der alliierten Operation Double Strike am 17. August 1943 wurde das Geschwader gegen die einfliegenden US-amerikanischen Boeing B-17-Bomber eingesetzt.
Am 31. Oktober 1943 wurden die Staffeln in die I. Gruppe des Jagdgeschwaders 301 eingegliedert. Damit hatte das Geschwader aufgehört zu bestehen.